# Роповићи (Горажде)
Роповићи је насељено мјесто у граду Горажду, Босна и Херцеговина.

## Становништво
|             | 2013.      | 1991.       | 1981.       | 1971.       |
| Укупно      | 0 (0,000%) | 18 (100,0%) | 43 (100,0%) | 68 (100,0%) |
| Срби        | –          | 18 (100,0%) | 43 (100,0%) | 67 (98,53%) |
| Југословени | –          | –           | –           | 1 (1,471%)  |